# Historique des températures des 2000 dernières années

Les températures moyennes mondiales montrent que la période chaude médiévale n'était pas un phénomène planétaire et que le petit âge glaciaire n'était pas une période distincte à l'échelle planétaire, mais plutôt la fin d'une longue baisse de température qui a précédé le récent réchauffement planétaire.

L'historique des températures des 2 000 dernières années est reconstitué à l'aide des données des enregistrements climatiques indirects en conjonction avec l'enregistrement instrumental moderne de la température qui ne couvre que les 170 dernières années à l'échelle mondiale. Des reconstructions à grande échelle couvrant tout ou partie du 1er millénaire et du 2e millénaires ont montré que les températures récentes sont exceptionnelles : le quatrième rapport d'évaluation du Groupe d'experts intergouvernemental sur l'évolution du climat de 2007 a conclu que « les températures moyennes de l'hémisphère nord au cours de la seconde moitié du 20e siècle étaient très probablement plus élevé qu'au cours de toute autre période de 50 ans au cours des 500 dernières années et probablement le plus élevé au cours des 1 300 dernières années. » La courbe représentée dans les graphiques de ces reconstructions est largement connue sous le nom de graphique en crosse de hockey en raison de la forte augmentation des températures au cours du siècle dernier. À partir de 2010, ce modèle général était soutenu par plus de deux douzaines de reconstructions, utilisant diverses méthodes statistiques et combinaisons d'enregistrements proxy, avec des variations dans l'aspect plat du « manche » d'avant le XXe siècle. La rareté des enregistrements de proxy entraîne une incertitude considérable pour les périodes antérieures.

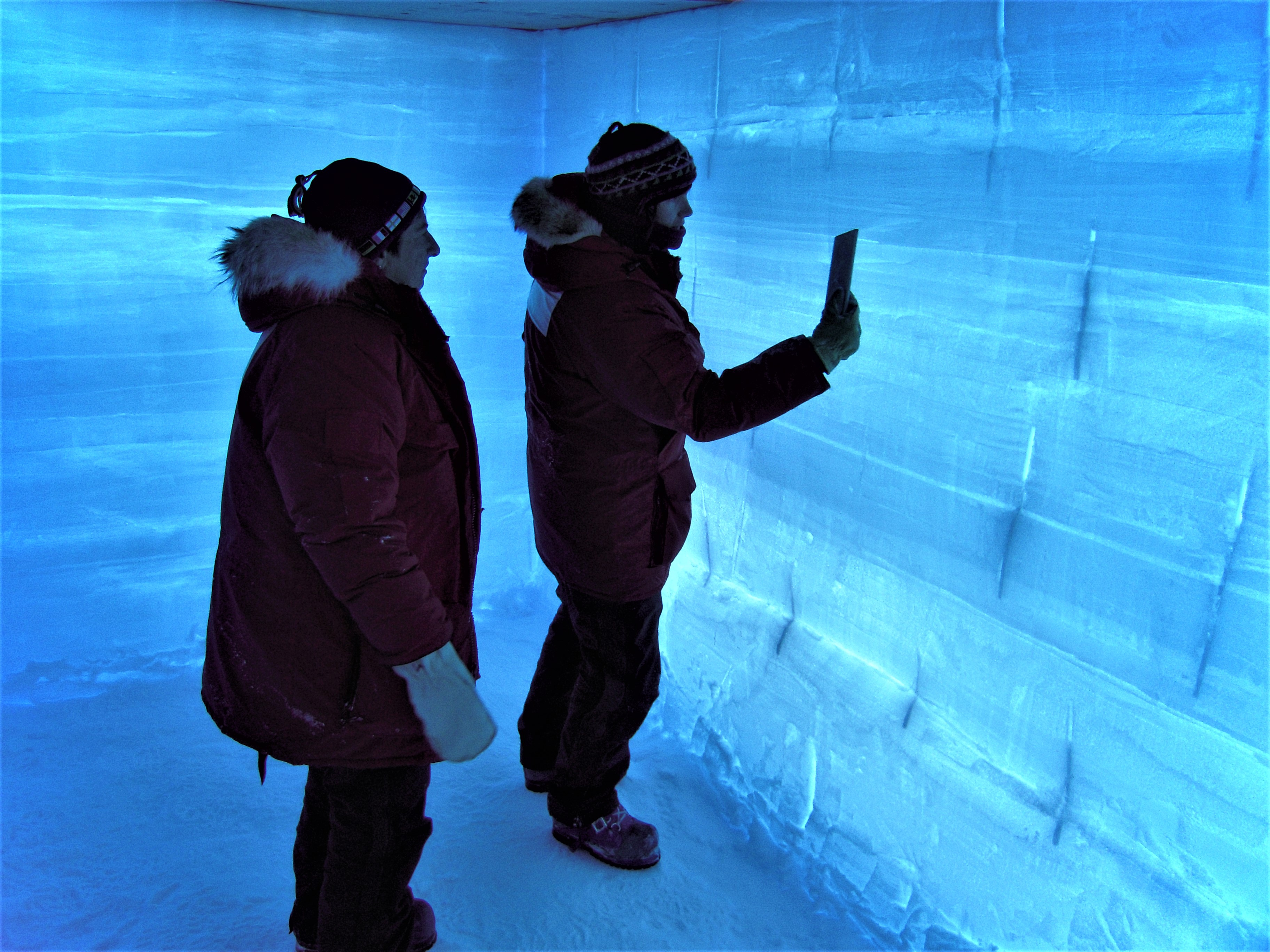
Les gaz contenus dans les couches de glace (sombres pour la neige d'hiver et claires pour celle d'été) permettent d'étudier le climat passé, ici avec le projet WAIS DIvide en Antarctique.

Les enregistrements proxy individuels, tels que les largeurs et les densités des cernes utilisés en dendroclimatologie, sont calibrés par rapport aux enregistrements instrumentaux pour la période de chevauchement. Les réseaux de ces documents sont utilisés pour reconstruire les températures du passé pour les régions : les proxies dendrochronologie ont été utilisés pour reconstruire les températures extratropicales de l'hémisphère Nord mais sont confinés dans des zones terrestres et sont rares dans l'hémisphère sud, largement composé d'océans. Une couverture plus large est fournie par des reconstructions multiproxy, incorporant des proxys tels que les sédiments lacustres, les carottes de glace et les coraux qui se trouvent dans différentes régions, et utilisant des méthodes statistiques pour relier ces proxys plus clairsemés au plus grand nombre d'enregistrements de cernes. La méthode « Composite Plus Scaling » (CPS) est largement utilisée pour les reconstructions multiproxy à grande échelle des températures moyennes hémisphériques ou mondiales ; ceci est complété par des méthodes de reconstruction du champ climatique (CFR) qui montrent comment les modèles climatiques se sont développés sur de vastes zones spatiales, rendant la reconstruction utile pour étudier la variabilité naturelle et les oscillations à long terme ainsi que pour les comparaisons avec les modèles produits par les modèles climatiques.
Au cours des 1900 ans avant le 20e siècle, il est probable que la prochaine période la plus chaude ait été de 950 à 1100, avec des pics à différents moments dans différentes régions. Cela a été appelé la période chaude médiévale, et certaines preuves suggèrent des conditions plus froides généralisées au cours d'une période autour du 17e siècle connue sous le nom de petit âge glaciaire. Selon la "controverse du bâton de hockey", les contradicteurs ont affirmé que la période chaude médiévale était plus chaude qu'à l'heure actuelle, et ont contesté les données et les méthodes de reconstruction du climat.

## Techniques générales et précision
La période de loin la mieux observée va de 1850 à nos jours, la couverture s'améliorant au fil du temps. Au cours de cette période, l'enregistrement instrumental récent, principalement basé sur des lectures directes au thermomètre, a une couverture approximativement mondiale. Il montre un réchauffement général des températures mondiales.
Avant cette date, divers proxys doivent être utilisés. Ces proxys sont moins précis que les mesures directes au thermomètre, ont une résolution temporelle inférieure et une couverture spatiale moindre. Leur seul avantage est qu'ils permettent de reconstituer un enregistrement plus long. Étant donné que l'enregistrement direct de la température est plus précis que les proxys (en effet, il est nécessaire de les calibrer), il est utilisé lorsqu'il est disponible : c'est-à-dire à partir de 1850.

### Méthodes quantitatives utilisant des données proxy
Comme il existe peu d'enregistrements instrumentaux avant 1850, les températures antérieures à cette date doivent être reconstruites sur la base de méthodes proxy. Une de ces méthodes, basée sur les principes de la dendroclimatologie, utilise la largeur et d'autres caractéristiques des cernes des arbres pour déduire la température. La composition isotopique de la neige, des coraux et des stalactites peut également être utilisée pour déduire la température. D'autres techniques qui ont été utilisées incluent l'examen des enregistrements du moment des récoltes, de la limite des arbres à divers endroits et d'autres enregistrements historiques pour faire des déductions sur la température. Ces reconstructions proxy sont des inférences indirectes de la température et ont donc tendance à avoir une plus grande incertitude que les données instrumentales.
La plupart des enregistrements proxy doivent être calibrés par rapport aux enregistrements de température locaux pendant leur période de chevauchement, pour estimer la relation entre la température et le proxy. L'historique plus long du proxy est ensuite utilisé pour reconstruire la température à partir de périodes antérieures.
Les enregistrements proxy doivent être moyennés d'une manière ou d'une autre si un enregistrement global ou hémisphérique est souhaité. La méthode "Composite Plus Scaling" (CPS) est largement utilisée pour les reconstructions multiproxy à grande échelle des températures moyennes hémisphériques ou mondiales. Ceci est complété par des méthodes de reconstruction du champ climatique (CFR) qui montrent comment les modèles climatiques se sont développés sur de vastes zones spatiales.
Un soin considérable doit être pris dans le processus de calcul de la moyenne; par exemple, si une certaine région a un grand nombre d'enregistrements de cernes des arbres, une simple moyenne de toutes les données surpondérerait fortement cette région, et des techniques statistiques sont utilisées pour éviter une telle surpondération. Il existe une distinction importante entre les reconstructions dites « multi-proxy », qui tentent d'obtenir une reconstruction de la température globale en utilisant plusieurs enregistrements proxy répartis sur le globe et des reconstructions plus régionales. Habituellement, les divers enregistrements proxy sont combinés arithmétiquement, dans une moyenne pondérée. Plus récemment, Osborn et Briffa ont utilisé une technique plus simple, comptant la proportion d'enregistrements positifs, négatifs ou neutres sur une période donnée. Cela produit un résultat en accord général avec les études multi-proxy conventionnelles.
Le quatrième rapport d'évaluation du GIEC de 2007 a cité 14 reconstructions, dont 10 couvraient 1 000 ans ou plus, pour étayer sa conclusion selon laquelle « les températures moyennes de l'hémisphère nord au cours de la seconde moitié du 20e siècle étaient très probablement plus élevées que pendant toute autre période de 50 ans au cours des 500 dernières années et probablement les plus élevées depuis au moins 1 300 ans ».

### Reconstitution qualitative à l'aide de documents historiques
Il est également possible d'utiliser des données historiques telles que les périodes de vendanges, les périodes sans glace de mer dans les ports et les entrées de journal de gel ou de canicule pour produire des indications sur le moment où il faisait chaud ou froid dans des régions particulières. Ces enregistrements sont plus difficiles à calibrer, ne sont souvent disponibles que de manière éparse dans le temps, peuvent être disponibles uniquement dans les régions développées et sont peu susceptibles de fournir de bonnes estimations d'erreur. Ces observations historiques de la même période montrent des périodes de réchauffement et de refroidissement.

### Limites
Les différences apparentes entre les approches quantitatives et qualitatives ne sont pas entièrement conciliées. Les reconstructions mentionnées ci-dessus reposent sur diverses hypothèses pour générer leurs résultats. Si ces hypothèses ne se vérifient pas, les reconstructions ne seraient pas fiables. Pour les reconstructions quantitatives, les hypothèses les plus fondamentales sont que les enregistrements indirects varient avec la température et que les facteurs autres que la température ne confondent pas les résultats. Dans les archives historiques, les fluctuations de température peuvent être régionales plutôt qu'hémisphériques.
Dans une lettre à Nature Bradley, Hughes et Mann (2006) ont souligné le titre original de leur article de 1998 : Températures de l'hémisphère nord au cours du dernier millénaire : inférences, incertitudes et limitations et ont souligné que des données haute résolution plus répandues sont nécessaires avant de pouvoir tirer des conclusions plus sûres et que les incertitudes étaient le point de l'article.